# Аист в геральдике
Аист (англ. stork) — естественная негеральдическая гербовая фигура.
Геральдисты считают аиста символом патриотизма и сыновней любви, ссылаясь на греческий (antipelargia) и римский (lex ciconiaria) «Закон Аиста», который обязывал младшие поколения заботиться о престарелых родителях. Английское слово аист, происходит от греческого и обозначает сильную привязанность. В иврите аист «хасидах» означает набожность, в связи с верованием древних, что аист кормит не только своих птенцов, но и престарелых родителей. Согласно шведской легенде, аист был назван так из-за крика «Styrca! Styrca!» («Крепись! Крепись!»), которым он подбадривал Христа.
В эмблематике аист не имеет единого всемирного международного общепринятого значения и канонизированного изображения. Часто его путают с изображением цапли или журавля (журавль всегда держит камень в лапе), поэтому для правильного понимания герба необходимо смотреть его описание. Применяется в основном в геральдике Европы, откуда занесён в Южную Америку и Австралию.

## Блазонирование
Как правило аист изображается в классическое «закрытой» позе, стоящим на одной ноге и поджав другую, которая обычно и присутствует на гербовых щитах. В гербе Гааги, где продажа рыбы считалась престижным занятием, аист изображён пожирающим змей, печальная и дурная слава которых, идущая от Библии, позволяет приписывать аисту последующие заслуги добродетельного борца с человеческими пороками. При изображении коронованного аиста, корона помещается у него не на голове, а расположена надетой вокруг шеи. В большинстве случаем изображён белым (серебряным) цветом, но встречаются золотой и червлень. При отличии цвета клюва, глаз, лап, когтей от общего цвета птицы, то это указывается при описании герба.

## Использование
В геральдике аист употребляется в основном в городских и территориальных гербах:
Герб Суринама (1863—1938) — аист с разорванными кандалами, взлетающий вверх.
Швейцария: Грейертц, кантон Фрибург, бывшее графство с IX века, сохраняло древний герб (аист идущий вправо с поднятыми крыльями).
В Германии: Франкен, Кассель (бывшее княжество Изенбург), округ Кобленц, княжество Ройсс (в 1920 году вошло в состав Тюрингии).
Италия: Губбио, Урбине (Перуджия), графство с XIII века, герцогство в XV—XVII веках имел эмблему аиста стоящего вправо с червём в клюве.
В Австралии: Мельбурн, Сидней, Хобарт (Тасмания), Уэстбери, Делорен, Батхерст (аист и кенкуру), Бендиго, Ричмонд.
В территориальной геральдике городов: Ананьев, Беловодск.
Европейские города, на гербах которых присутствует изображение аиста, 28 апреля 2001 года объединились в международную организацию ESCO.

## Галерея
- Герб рода Буссен
- Герб княжества Рейсс-Грейц
- Герб Беловодска
- Герб Ананьева
- Герб Вейшнории
- Герб Амурска